# Плита Фараллон

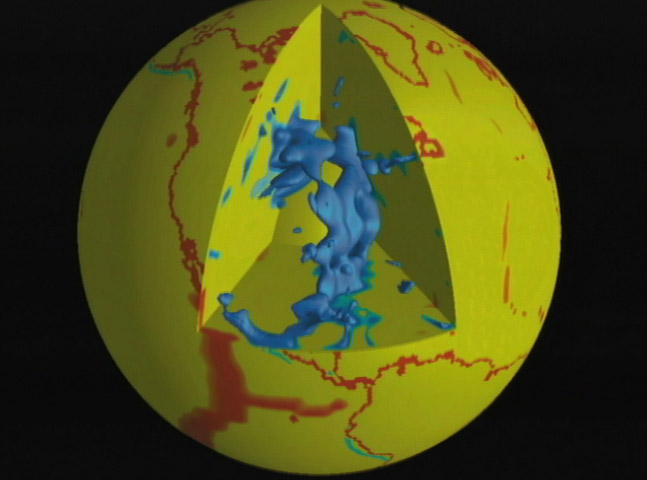
Трехмерная модель, показывающая положение остатков плиты Фараллон в глубине мантии Земли

Плита Фараллон (англ. Farallon Plate) — это исчезнувшая океаническая литосферная плита, которая начала погружаться под западное побережье Северо-Американской плиты, начиная с Юрского периода. Названа в честь Фараллоновых островов, расположенных западнее Сан-Франциско.
С течением времени центральная часть плиты Фараллон полностью погрузилась под юго-западную часть Северо-Американской плиты. Остатками плиты Фараллон является плита Хуан де Фука, плита Исследователя и плита Горда, которые погружаются под северную часть Северо-Американской плиты, плита Кокос, которая погружается под Карибскую плиту, и плита Наска, которая погружается под Южно-Американскую плиту.
Плита Фараллон также ответственна за образование старых островных дуг, а также различных фрагментов континентальной коры и последующей аккреции их с Северо-Американской плитой.